# Дамаска
Дамаска (до 1995 року — Дамаски) — село в Україні, у Зіньківській міській громаді Полтавського району Полтавської області. Населення становить 120 осіб. До 2020 орган місцевого самоврядування — Ставківська сільська рада.

## Географія
Село Дамаска знаходиться на березі річки Мужева Долина, вище за течією на відстані 1 км розташовані села Кирило-Ганнівка та Яцине-Окарі, нижче за течією на відстані 2,5 км розташоване село Василе-Устимівка.

## Історія
1859 року у козацькому хуторі налічувалось 23 двори, мешкало 193 особи (90 чоловічої статі та 103 — жіночої), функціонував завод.
У Національній книзі пам'яті жертв Голодомору 1932—1933 років в Україні перелічено 37 жителів села, що загинули від голоду.
12 червня 2020 року, відповідно до розпорядження Кабінету Міністрів України № 721-р «Про визначення адміністративних центрів та затвердження територій територіальних громад Полтавської області», село увійшло до складу Зіньківської міської громади.
19 липня 2020 року, в результаті адміністративно - територіальної реформи та ліквідації Зіньківського району, село увійшло до складу новоутвореного Полтавського району Полтавської області.

## Населення

### Мова
Розподіл населення за рідною мовою за даними перепису 2001 року:
| Мова       | Кількість | Відсоток |
| ---------- | --------- | -------- |
| українська | 236       | 91.83%   |
| російська  | 21        | 8.17%    |
| Усього     | 257       | 100%     |

## Культурне життя
У даному селі народився та виріс народний артист України Заєць Петро Петрович  Заєць Петро Петрович, тенор чоловічого вокального квартету Гетьман.

## Економіка
- Птахо-товарна та свино-товарна ферма.